# 미일 하이테크 마찰

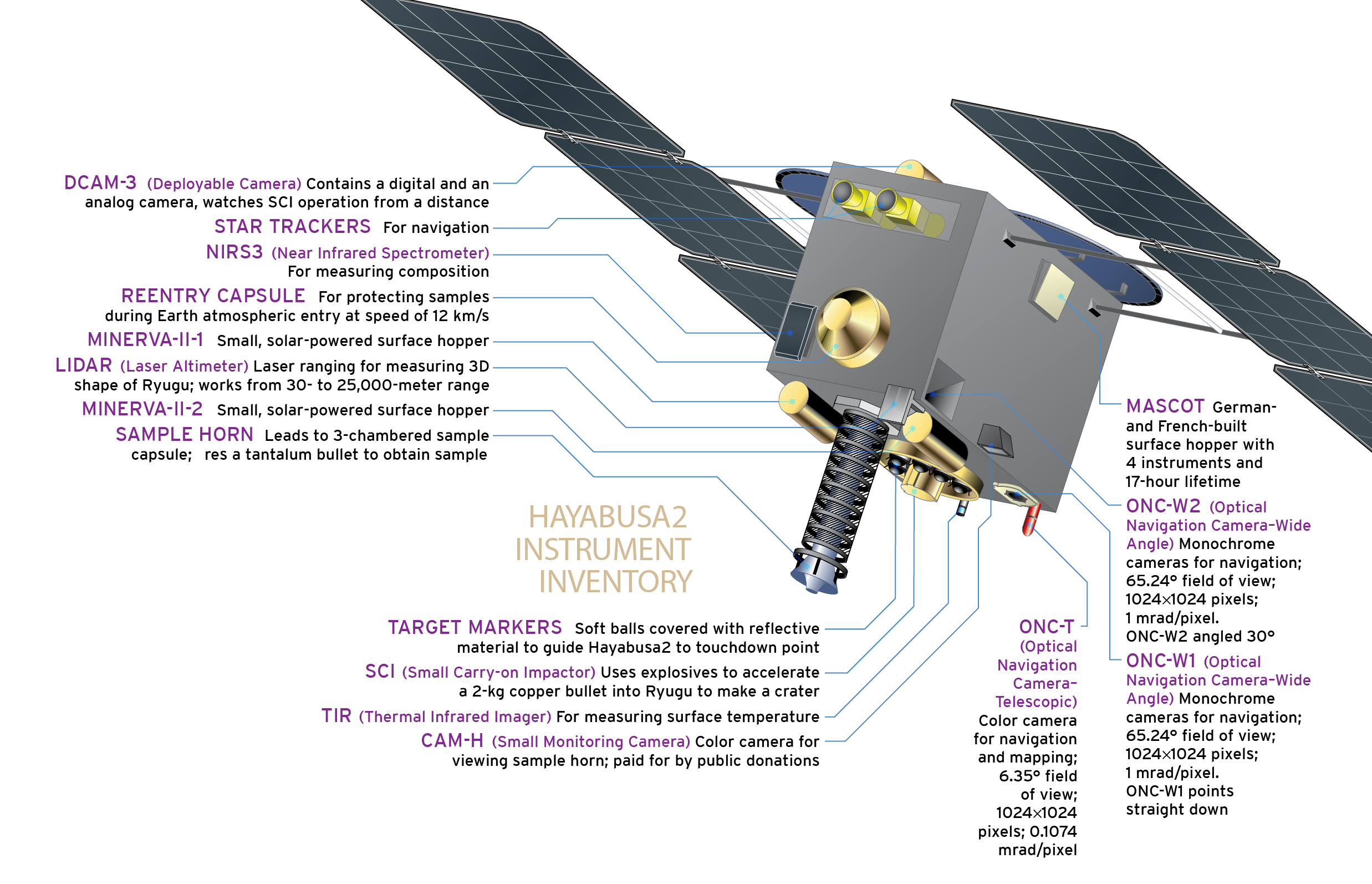
일본을 소행성에 착륙선을 착륙시키고 암석을 채취한 유일한 국가로 만들어준 우주선 하야부사, 일본 기초과학 기술과 작은 것을 잘 만드는 능력을 요약한다.

미일 하이테크 마찰은 1980년대 당시, 미일이 벌였던 하이테크, 즉 고급기술 경쟁과 마찰, 혹은 그로 인해 벌어진 사건과 영향들을 말한다.

## 역사

### 미일 기술역전
1980년대, 일본 기술이 미국을 역전했다. 이를 미일 기술역전이라고 부른다. 그리고 미국은 꾸준히 기술 투자를 아끼지 않아, 1990년대부터 미일 기술재역전을 보인다.
| 순 | 1987년            | 1993년            |
| -- | ----------------- | ----------------- |
| 1  | NEC 일본          | 인텔 미국         |
| 2  | 도시바 일본       | NEC 일본          |
| 3  | 히타치 일본       | 모토로라 미국     |
| 4  | 모토로라 미국     | 도시바 일본       |
| 5  | TI 미국           | 히타치 일본       |
| 6  | 후지쯔 일본       | TI 미국           |
| 7  | 필립스 네덜란드   | Samsung 한국      |
| 8  | NS 미국           | 후지쯔 일본       |
| 9  | 미쓰비시전기 일본 | 미쓰비시전기 일본 |
| 10 | 인텔 미국         | IBM 미국          |

### 세기말·냉전 말기 열강들의 하이테크 경쟁[4]
| 미국 vs 소련 | 미국 vs 소련 | 미국 vs 소련 | 미국 vs 소련 | 미국 vs NATO | 미국 vs NATO | 미국 vs NATO | 미국 vs NATO       |
| ------------ | ------------ | ------------ | ------------ | ------------ | ------------ | ------------ | ------------------ |
| 미국         | 16           | 4            | 소련         | 미국         | 13           | 7            | 북대서양 조약 기구 |
| 미국 vs 소련 |              |              |              |              |              |              |                    |
| 미국         | 12           | 8            | 일본         |              |              |              |                    |

#### 소련
소련이 미국보다 앞선 기술은 20가지 중 4가지였다. 발사체 추진 기술은 미국보다 한 두수 위였다.

#### 일본
미 국방성 관계자들을 긴장시킨 것은 일본의 앞서는 8가지 기술였다. 시뮬레이션(모의실험), 고밀도 재료, 복합 재료에서 미국보다 반발 정도 앞서 있었다. 상대적으로 더 큰 격차를 보이는 일본이 앞서는 기술은 기계와 로봇, 광(光)관련 기술, 초전도체, 생물공학 재료등 다섯가지 부문이였다. 아직은 미국이 일본보다 기술우위인 부분이 양적으로 많긴 하다.

### 기술 군사대국 일본[5]
1990년대~2000년대 일본 군사기술은 발전하였다.
- F-2 전투기는 세계 최초로 탄소섬유 수지를 이용하여 주날개를 한꺼번에 찍어 만드는 복합일체 성형기술로 만들어져 내구도와 기동력이 낫다.

- 미국과 공동개발 중인 해상방어형 스탠다드 미사일도 탄두 부분은 습도에 약하기 때문에 세라믹 기술이 뛰어난 일본이 맡고 있다.

## 같이 보기
- 미일 경제전쟁
- 소니